# Iodur d'alumini
Iodur d'alumini és qualsevol compost químic que conté només alumini i iode. Invariablement, el nom es refereix a un compost de la composició AlI₃, format per la reacció de l'alumini i el iode o l'acció del HI en el metall d'Al. L'hexahidrat s'obté d'una reacció entre l'alumini metàl·lic o hidròxid d'alumini amb iodur d'hidrogen o àcid iodhídric. Quant al clorur d'associats i el bromur, l'AlI3 és un fort àcid de Lewis i ha de ser protegit de l'atmosfera.